# The Bikeriders
The Bikeriders ist ein US-amerikanischer Kriminalfilm von Jeff Nichols. Der Film mit Tom Hardy in der Rolle des Anführers einer Biker-Gang und Austin Butler als dessen Nummer zwei erzählt eine fiktive Geschichte, die von einem gleichnamigen Fotobuch von Danny Lyon aus dem Jahr 1968 inspiriert ist. The Bikeriders feierte Ende August 2023 beim Telluride Film Festival seine Premiere und kam im Juni 2024 in die US-amerikanischen und die deutschen Kinos.

## Handlung
In den 1960er Jahren. Ein paar harte Männer haben im Mittleren Westen einen Motorradclub namens „Vandals“ gegründet. Auf ihren Lederjacken tragen sie Wappen mit einem Totenkopf und zwei gekreuzten Dolchen darauf. Der Club dient zunächst als ein Zufluchtsort für die Außenseiter und Unangepassten von Chicago. Über die Jahre erleben die Mitglieder, wie sich daraus jedoch eine zunehmend unberechenbare Gang entwickelt. Der Anführer der Biker-Gang ist Johnny, und Benny ist die Nummer zwei in der Hierarchie. Johnny ist Vater von zwei Kindern und hat den Motorradclub gegründet, nachdem er Marlon Brando in The Wild One im Fernsehen gesehen hat. Auch für Benny ist ihr Anführer eine Art Vaterfigur geworden.
Kathy, Bennys Ehefrau, erzählt Danny, der ein Buch über die „Vandals“ schreiben will, wie sie ihn in der Stammkneipe des Motorradclubs kennenlernte, sie sich in ihn verliebte und sie bereits nach fünf Wochen heirateten. In der ersten Zeit waren sie an den Wochenenden noch zu gemeinsamen Picknicks oder zum Campen gefahren und saßen am Lagerfeuer. Doch mit den Jahren stießen immer mehr junge Kriminelle und drogenabhängige Vietnamveteranen zu den „Vandals“ und verwandelten den Club in eine gewalttätige Gang.

## Produktion

### Inspiration und Filmstab
„Ich verstand, was Danny gemacht hatte, dass er mehr war als ein Fotograf, er war eigentlich ein Anthropologe. Was er zwischen seinen Fotos gemacht hatte, war, dass er mit seinen Interviews eine ganze Subkultur erfasst hatte. Als Filmemacher, der ein Interesse daran hat, die Zuschauer in eine Welt hineinzuziehen, die sie nicht kennen oder in der sie sich nicht wohlfühlen, brauche ich all diese Details, die Danny dabei zusammengetragen hat. Ich benötigte nur noch das Handlungsgerüst, in das ich sie einfügen konnte. Und dafür habe ich zwanzig Jahre gebraucht.“

Der Film ist von dem Fotobuch mit dem Titel The Bikeriders von Danny Lyon aus dem Jahr 1968 inspiriert. Da der US-amerikanische Fotograf und Dokumentarfilmer selbst Mitglied im Chicago Outlaw Motorcycle Club war, mit ihnen Fahrten unternahm und ihren Lebensstil übernahm, konnte er diesen sehr genau in seinen Bildern festhalten und verherrlichen. Lyon begleitete sie vier Jahre lang, schuf intime, lebendige Fotos in Schwarz-Weiß, häufig Portraits, aber auch Fotos von den Männern auf ihren Motorrädern in weiter Landschaft, und führte Interviews mit ihnen. Das Fotobuch war Lyons erste eigene Veröffentlichung.

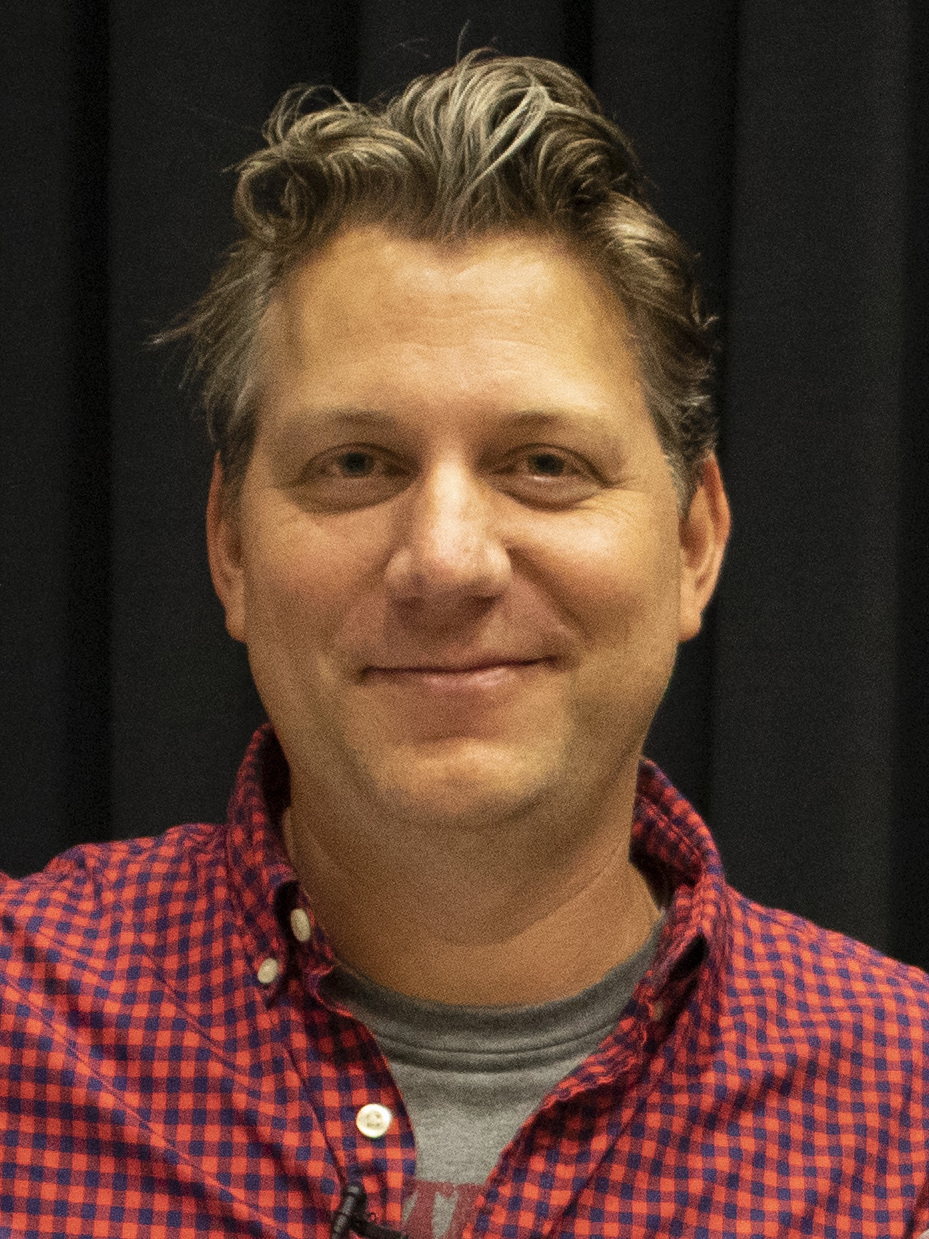
Regisseur Jeff Nichols

Regie führte Jeff Nichols, der auch das von Lyons Fotobuch inspirierte Drehbuch schrieb. Die Geschichte dachte sich der Regisseur aus und entwickelte diese auf Grundlage der Interviews aus dem Fotobuch. Ungefähr 70 bis 75 Prozent des Dialogs im Film wurde diesem entnommen. Auch den Look des Films richtete er an dem Fotobuch aus und stellte mitunter ganze Einstellungen nach. Susanne Burg von Deutschlandfunk Kultur beschreibt Nichols als filmischen Ethnografen US-amerikanischer Lebenswelten. In seinem Werk untersuchte er männliche Paranoia und Männlichkeitsbilder im ländlichen Mittleren Westen wie in dem Katastrophenfilm Take Shelter – Ein Sturm zieht auf oder familiäre Rache in dem Film Shotgun Stories. In Mud – Kein Ausweg erzählte Nichols eine Coming-of-Age-Geschichte um zwei 14-jährige Jungen, die im ärmlichen Sumpfgebiet um den Mississippi groß werden. Auch in diesem Film legte der Regisseur das Augenmerk auf Randfiguren, die meist einem provinziell-prekären Umfeld entstammen und erst durch die sorgsame Kontextualisierung mit diesem in ihrer Gänze zu Menschen aus Fleisch und Blut werden. Andere frühere Filme von ihm sind das Science-Fiction-Drama Midnight Special und die Filmbiografie Loving. Auch in diesen Filmen legte Nichols sein Hauptaugenmerk auf Randfiguren.
Die Mitglieder der "Vandals" zählt Nichols zu den Menschen, die das Gefühl haben, nicht zum Mainstream zu gehören, und sich daher dafür entscheiden, auszusteigen. Sie treffen andere Menschen, denen es genauso geht, bildeten eine Gruppe, und weil wir Menschen sind, fügen wir Regeln hinzu: "Wir fangen an, dem Ganzen eine Struktur zu geben und die Gruppe zu definieren." Im Laufe der 1960er Jahre seien aus diesem sozialen Club, in dem die Jungs aus der Arbeiterschicht Bier trinken und Motorrad fahren konnten, eine richtige Bikergang geworden, so Nichols. Die jüngeren Männer, die sich ihnen später anschlossen, hätten sich bewusst für eine Bikergang entschieden.
Mit Julie Monroe, die bei The Bikeriders den Filmschnitt übernahm, arbeitete Nichols bereits für seine letzten drei Filme zusammen. Sie war in der Vergangenheit auch für mehrere Filme von Oscar-Preisträger Oliver Stone tätig.

### Besetzung und Dreharbeiten

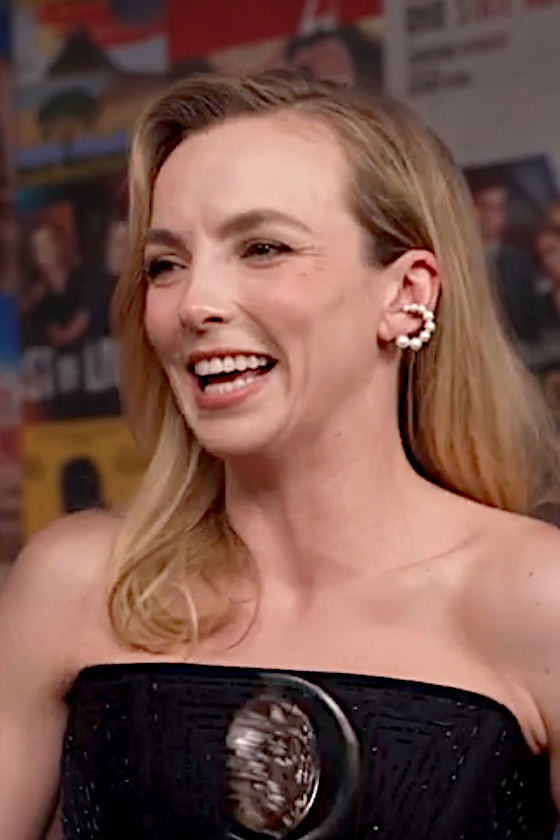
Jodie Comer spielt Kathy

Der Brite Tom Hardy und der US-Amerikaner Austin Butler spielen Johnny und Benny. Johnny ist der Anführerer der Biker-Gang „Vandals“, und Benny ist die Nummer zwei in der Hierarchie. Butler erhielt nach eigenen Aussagen im Alter von 15 Jahren von seinem Vater Fahrstunden auf seinem Motorrad, machte aber erst Jahre später den Führerschein. Die Britin Jodie Comer, im deutschsprachigen Raum aus My Mad Fat Diary und Doctor Foster bekannt, spielt Bennys Ehefrau Kathy. In weiteren Hauptrollen sind Boyd Holbrook als Cal, Norman Reedus als Sonny und Michael Shannon als Zipco zu sehen. Letzterer spielte bereits in allen vorherigen fünf Filmen des Regisseurs. Beau Knapp, Karl Glusman und Emory Cohen spielen die weiteren Mitglieder der „Vandals“ namens Wahoo, Corky und Cockroach. Mike Faist ist in der Rolle von Danny zu sehen, dem Kathy von der Grupper erzählt und deren Geschichte er für ein geplantes Buch über die „Vandals“ aufzeichnet. Außerdem finden sich Damon Herriman als Brucie und Toby Wallace als The Kid auf der Besetzungsliste. Das Casting übernahm Francine Maisler.
Die Dreharbeiten wurden im Oktober 2022 in Cincinnati in Ohio begonnen und endeten im Dezember 2022. Kameramann Adam Stone war zuvor überwiegend für Fernsehserien tätig, arbeitete aber auch für Filme wie Nichols Take Shelter – Ein Sturm zieht auf und Midnight Special und Craig Zobels The Hunt.

### Filmmusik und weitere verwendete Stücke
Die Filmmusik komponierte David Wingo. Auch mit ihm arbeitete Nichols bereits für Take Shelter und Midnight Special zusammen. 
Zu den im Film verwendeten Musikstücken gehören unter vielen anderen Masters of War von Bob Dylan in der Version von The Staple Singers, Talkin Bout You von Ray Charles in einer Version von The Animals und Out In The Streets von Jeff Barry und Ellie Greenwich. Auch der von Ben Nichols, dem Bruder des Regisseurs, geschriebene Song mit dem Titel Bikeriders ist zu hören. Ein Soundtrack-Album mit insgesamt 13 im Film verwendeten Musikstücken wurde zum Kinostart von Mutant und Back Lot Music auf Vinyl veröffentlicht.

### Marketing und Veröffentlichung
Die Weltpremiere fand am 31. August 2023 beim Telluride Film Festival statt. Wenige Tage später wurde der erste Trailer vorgestellt. Im Oktober 2023 wurde The Bikeriders beim Chicago International Film Festival beim London Film Festival und beim AFI Fest vorgestellt. Anfang November 2023 wurde der Film beim Austin Film Festival vorgestellt. Ebenfalls im November 2023 wurde er beim Cork Film Festival gezeigt. Ende Mai 2024 wurde der zweite Trailer vorgestellt. Im Juni 2024 wird der Film beim Sydney Film Festival vorgestellt. Ende Juni 2024 wurde der Film beim Internationalen Filmfestival Karlovy Vary gezeigt.
Im November 2023 wurde der Wechsel des Verleihs von Disney zu Focus Features bekannt. Weltweit geschieht dies durch Universal. Der Kinostart in Deutschland erfolgte am 20. Juni 2024. Am darauffolgenden Tag kam The Bikeriders in die US-Kinos.

### Synchronisation
Die deutsche Synchronisation entstand nach einem Dialogbuch und der Dialogregie von Karlo Hackenberger im Auftrag der FFS Film- & Fernseh-Synchron GmbH in Berlin.
| Darsteller      | Synchronsprecher     | Rolle                  |
| --------------- | -------------------- | ---------------------- |
| Tom Hardy       | Torben Liebrecht     | Johnny                 |
| Austin Butler   | Patrick Roche        | Benjamin 'Benny' Cross |
| Norman Reedus   | Tommy Morgenstern    | 'Funny' Sonny          |
| Happy Anderson  | Sven Brieger         | Big Jack               |
| Damon Herriman  | Matthias Deutelmoser | Brucie                 |
| Boyd Holbrook   | Sascha Rotermund     | Cal                    |
| Emory Cohen     | Sascha Krüger        | Cockroach              |
| Karl Glusman    | Jeremias Koschorz    | Corky                  |
| Mike Faist      | Timmo Niesner        | Interviewer Danny      |
| Jodie Comer     | Lena Schmidtke       | Kathy                  |
| Toby Wallace    | Amadeus Strobl       | The Kid                |
| Mierka Girten   | Judith Steinhäuser   | The Kids Mutter        |
| Beau Knapp      | Nick Forsberg        | Wahoo                  |
| Michael Shannon | Oliver Stritzel      | Zipco                  |

## Rezeption

### Altersfreigabe
In den USA erhielt der Film von der MPAA ein R-Rating, was einer Freigabe ab 17 Jahren entspricht. In Deutschland wurde der Film von der FSK bereits ab 12 Jahren freigegeben. In der Freigabebegründung heißt es, der Film enthalte mehrere Szenen mit körperlicher Gewalt, bei denen es sich überwiegend um Faustkämpfe handelt. Vereinzelt werde Drogenkonsum gezeigt, der Sprachgebrauch sei teilweise vulgär und sexualisiert, und in einer Szene werde eine Frau massiv bedrängt. Diese Szenen und Verhaltensweisen stünden jedoch nicht im Vordergrund, würden klar in das historische Biker-Milieu eingeordnet und seien dramaturgisch eingebettet.

### Kritiken und Einspielergebnis
Von den bei Rotten Tomatoes aufgeführten Kritiken sind 80 Prozent positiv. Auf Metacritic erhielt der Film einen Metascore von 70 von 100 möglichen Punkten. Immer wieder bemerkten Kritiker, The Bikeriders habe etwas Scorsese-Artiges, erinnere aber auch an Francis Ford Coppolas The Outsiders und sei mit den mitreißenden Darbietungen von Austin Butler, Jodie Comer und Tom Hardy die bislang beste Regiearbeit von Jeff Nichols.
Arabella Wintermayr schreibt in ihrer Kritik in der taz, es erweise sich als kluger Kniff, dass das Publikum an der Seite der von Jodie Comer gespielten Kathy in das Geschehen eingeführt wird. Mit ihr trete dieses zunächst mit großer Skepsis in diesen Mikrokosmos, werde mit dem Gehabe um Hierarchie und Geschlossenheit konfrontiert, und beginne doch allmählich seinen Reiz zu verstehen. Auch dass der Filmemacher zumeist der Kamera selbst das Sprechen überlässt, hebt Wintermayr hervor. Immer wieder konzentriere sich Adam Stone dabei auf die chromlastigen Chopper mit ausladenden Lenkstangen, breiten Ledersitzen und Fußrasten, die vor der Kulisse der leblos-leeren Vorstädte wie rare Kostbarkeiten, sogar als Ausdruck einer individuellen Persönlichkeit wirkten. The Bikeriders erweise sich so vor allem als pittoreske Studie über das Aufbegehren gegen bürgerliche Enge und die diffuse Sehnsucht nach Freiheit. Mit nostalgischem Blick mache Jeff Nichols das besondere Flair einer Welt spürbar, die es so nicht mehr gibt, und eine Faszination erfahrbar, die doch bis heute überdauert, ohne sie in ein rationales Schema zu pressen.
Chris Schelb schreibt in seiner Kritik bei outnow.ch, Tom Hardy nehme man die Rollen des lieben Familienvaters und des harten Bikers jederzeit ab. Es breche einem dabei fast das Herz, wie der selbst aufgebaute Club Johnny immer mehr entgleitet, auch wenn er an der ganzen Misere selbst nicht unschuldig ist. Austin Butler spiele umgekehrt einen Rebellen, der komplett frei sein will und jeglichen Verpflichtungen entsagt. Der Shootingstar drücke dabei vieles durch Blicke und seine Körperhaltung aus. Sein Benny sei nicht gerade der Gesprächigste, wenn es um Gefühle geht, die sich nicht um das Motorradfahren drehen, was seine Figur zwischendurch schwer greifbar mache und die Frage offenlasse, weshalb Kathy mit ihm zusammen sein will, so Schelb. Trotzdem sei Liebe zwischen ihren Charakteren zu spüren. Auch wenn The Bikeriders wie Benny zwischendurch etwas ziellos wirke, biete der Film ein starkes Finish, bei dem die Emotionen keineswegs auf der Strecke bleiben: „'Born to be Wild' mögen sich zwar viele Biker auf die Fahne geschrieben haben. Schön, dass dieser Film auch das 'Born to be Mild' zeigt.“
Michael Meyns, Filmkorrespondent der Gilde deutscher Filmkunsttheater, bemerkt in seiner Kritik, schon oft habe sich der selbst aus dem mittleren Westen stammende Jeff Nichols als genauer Chronist seiner Heimat erwiesen, ob im Bürgerrechtsdrama Loving oder dem Endzeitfilm Take Shelter. So überrasche es nicht, wie authentisch The Bikeriders wirke, mit wie viel Liebe zum Detail Nichols den Alltag von auf den ersten Blick nicht alltäglichen Menschen schildere, die zwar am Rande der Gesellschaft stehen, mit ihrem Drang nach Freiheit aber doch das verkörpern, für das Amerika steht. Offensichtlich habe Nichols The Bikeriders als Abgesang auf eine Ära und als Verlust der Ideale der 1960er Jahre intendiert, die von den Kennedy-Brüdern und Martin Luther King, die Bürgerrechtsbewegung und Woodstock geprägt und durch Nixon und  Watergate, Vietnam und das Desaster von Altamont verdrängt wurden.
Die weltweiten Einnahmen des Films aus Kinovorführungen belaufen sich auf 34,8 Millionen US-Dollar.

### Auszeichnungen
Mill Valley Film Festival 2023
- Auszeichnung mit dem Award for Directing (Jeff Nichols)[36]